# Три икса
«Три икса́» (англ. xXx) — американский боевик, поставленный режиссёром Робом Коэном по сценарию Рича Уилкса. В главных ролях снимались Вин Дизель, Азия Ардженто, Мартон Чокаш и Сэмюэл Л. Джексон.
Премьера фильма состоялась 9 августа 2002 года в США и Канаде.
В 2005 году вышло продолжение фильма — «Три икса 2: Новый уровень», но уже без Вина Дизеля в главной роли. Премьера 3-й части «Три икса: Мировое господство» с Вин Дизелем в главной роли состоялась в 2017 году.

## Сюжет
Секретный агент, выполняя специальное задание в Праге, крадёт чип с информацией о неком оружии массового поражения. Уходя от преследования, агент погибает от рук снайпера Иржи из группировки «Анархия 16» (в российском прокате; в оригинале — «Анархия 99», группа разочарованных бывших советских военных). В штаб-квартире АНБ агент Огастус Гиббонс изучает один из фрагментов сложной молекулы ядовитого газа «Тихая ночь» — эти данные агент успел передать перед смертью. Гиббонс понимает, что данный газ может быть использован для войн и масштабных терактов. Он предлагает руководству АНБ отправить на новое задание гражданского, который хорошо обучен, и у которого есть проблемы с законом. Таким гражданским будет легко управлять.
В загородный клуб в Калифорнии прибывает сенатор штата. Он просит отогнать свою машину (Corvette) и отдаёт ключи швейцару — Ксандеру Кейджу. Сев в машину, Кейдж угоняет её, после чего, оснастив видеокамерами, съезжает на ней с моста, но в последний момент успевает спрыгнуть с парашютом. Автомобиль разбивается, и эту сцену снимают на камеры, выкладывая потом в интернет. Ксандер возвращается к себе домой, где устроили вечеринку, но в здание врывается спецназ и арестовывает всех, а Кейджа усыпляют. Кейдж просыпается в ресторане, где у него получается узнать двух бандитов с оружием и победить их. Там он встречает Гиббонса, который говорит Ксандеру, что это был экзамен, и он его сдал, после чего Кейджа снова усыпляют. Он вновь приходит в себя на борту военного самолёта, с другими «экзаменуемыми» — их отправляют на кокаиновую плантацию в Колумбии. По прибытии Кейджа и его товарищей ловят подручные наркобарона. Ксандера снова вырубают, он приходит в себя подвешенным за руки в непонятном сарае. Прибывает наркобарон и пытается допрашивать Кейджа, чем вызывает у него сначала иронию, а затем раздражение, в порыве которого Кейдж легко освобождается, а наркобарон убегает. В этот момент прибывает колумбийская полиция, и начинает убивать всех бандитов на наркобазе. Ксандер с помощью своих навыков выживает, но его вновь ловят спецназовцы. Утром Кейдж встречает Гиббонса, и тот говорит, что всё это было очередным экзаменом, и Кейдж успешно справился.
Огастус говорит герою, что тот должен внедриться в банду бывших военных «Анархия-16». Кейдж первоначально отказывается, но поняв, что иначе он попадёт в тюрьму за предыдущие незаконные трюки, соглашается. Кейджа доставляют в Прагу, где герой встречается с чешским полицейским Миланом Совой. Вечером Сова ведет Кейджа в один из пяти ночных клубов лидера «Анархии 16» — Йорги. Умышленно выдав людям Йорги Сову, как полицейского, Ксандер быстро становится «своим» среди банды, а окончательно влиться ему помогает слава экстремала. Для окончательного внедрения Ксандер предлагает Йорги осуществить сделку по покупке угнанных спорткаров из Европы для американских покупателей за один миллион и двести тысяч долларов. Заключив сделку, Ксандер остаётся на вечеринке у Йорги, попутно узнав много личной информации о членах его банды. Утром Кейджа будит звонок Гиббонса — тот недоволен изменением условием сделки с машинами, но Ксандер оправдывается тем, что иначе бы его легенду раскрыли, и передает добытые накануне сведения. Гиббонс остается доволен и приказывает Кейджу внедрится ещё глубже. На следующий день в Прагу прибывает присланный Гиббонсом агент Тоби Шейверс с арсеналом специального снаряжения для Кейджа — пистолетом и патронами «на любой случай», шпионским биноклем и портативной взрывчаткой в виде лейкопластырей. Вскоре Йорги добывает все машины (девять «Феррари») и спортивный «Понтиак» лично для Ксандера. Сделка успешно завершается, однако едва не заканчивается стрельбой из-за случайного саморазоблачения Совы, наблюдавшего за сделкой. Кейджу удаётся убедить Йорги, что он «не при делах», и в последующей погоне он имитирует смерть полицейского, выстрелив холостой пулей с фальшивой кровью. После этого он заслуживает уважение бандитов, становясь по-настоящему членом «Анархии 16».
Йорги приглашает Кейджа отметить сделку и его вступление в банду и в клуб. В клубе Кейдж пытается поближе познакомиться с подругой Йорги, Еленой, и между ними возникают романтические чувства. Утром после вечеринки Йорги везет Кейджа в свой замок за городом и дарит ему девушку «на ночь». Позже, пока все в замке ещё спят, Кейдж решает осмотреть здание и замечает, как Елена пытается украсть некие данные из тайника Йорги. Ксандер говорит Елене, что не выдаст её, и что Сова на самом деле остался жив, и приглашает её в ресторан. На свидании он признаётся, что является секретным агентом. Елена сначала не верит, но ей звонит Иржи и сообщает, что Кейдж действительно агент США — его выдал выживший Сова. Иржи просит Елену выманить Ксандера на улицу, чтобы потом убить снайперским выстрелом. Но Елена предупреждает Ксандера об опасности и соглашается выдать ему всю информацию об «Анархии 16» в обмен на гарантии безопасности и укрытие в Штатах. Кейдж соглашается на условия Елены и успешно имитирует свой побег. На улице Кейджа задерживают американские агенты и доставляют к Гиббонсу, который вручает ему обратный билет домой — Кейдж как агент раскрыт. Ксандер пытается уговорить Гиббонса дать ему закончить дело и о том, что Елена согласилась ему помочь. Гиббонс отказывается, и Ксандер, пользуясь снаряжением Шейверса, самостоятельно вновь проникает в замок Йорги, почти добравшись до подземной лаборатории, где купленные «Анархией 16» учёные конструируют автономную лодку «Ахаб», снаряженную ракетами с нервно-паралитическим газом «Тихая ночь». На глазах своих сообщников и Елены Йорги запирает учёных в лаборатории и взрывает одну из ракет с газом, убив всех, кто был внутри. После этого он легко деактивирует газ, с помощью вентиляции закачав его в обычную воду. Ксандер наблюдает за происходящим сквозь стену через особый бинокль, но его замечает охрана. Кейджу удаётся уйти, но поднимается тревога, а в ходе погони погибает брат Йорги, Золдан — Кейдж взрывает его мотоцикл с помощью гранаты-лейкопластыря.
Кейдж возвращается на свою квартиру, где его уже ждёт Сова, перевербованный Йорги. Полицейский хочет убить Кейджа, но прибывает Елена и сама убивает Сову. После этого она раскрывается Кейджу — она тоже «забытый» после смены руководства агент ФСБ. Ксандер просит Елену вернуться к Йорги, чтобы не выдать себя и закончить дело, а Гиббонс, довольный работой Кейджа, обещает помочь девушке с эмиграцией в Америку. В следующий раз Кейдж снова, при помощи чешских агентов, проникает на территорию замка Йорги, и расправляется с охраной, включая ещё одного подручного Йорги — Виктора, вызвав снежную лавину. Однако Йорги берет Кейджа и Елену в заложники и раскрывает свои планы — отравить «Тихой ночью» города Европы и США, вызвав тем самым всеобщую анархию в мире. Он собирается убить заложников, но в этот момент замок начинает штурмовать чешская полиция, и Елена с Ксандером освобождаются. Они берут оружие и убивают всех бандитов, в числе которых оказывается и сам Йорги.
Однако Йорги всё-таки успел запустить «Ахаб». Подводная лодка поднимается на поверхность Влтавы и с огромной скоростью двигается по реке, чтобы через полчаса выйти на позицию первого залпа. Стрелять по ней крайне опасно, потому что газовые ракеты могут взорваться вместе с лодкой. Тем не менее, власти поднимают в воздух боевые истребители, давая их пилотам команду уничтожить лодку: в противном случае Прага однозначно станет мёртвым городом.
В это же время Ксандер и Елена преследуют «Ахаб» вдоль берега на «Понтиаке», который Шейверс оснастил всевозможным оружием. Не видя возможности догнать лодку по воде, Кейдж надевает встроенный в сиденье парашют и стреляет в лодку гарпуном. Раскрыв парашют, Кейдж, используя навыки экстремала, по соединённому с гарпуном тросу попадает на «Ахаб». Параллельно зрителям демонстрируются набережная и улицы Праги — многочисленные туристы, старики, матери с колясками, играющие дети… Если Ксандер потерпит неудачу, все эти люди неминуемо погибнут. Более того, не удастся остановить лодку и другими путями: Гиббонс, наблюдая за происходящим с Карлова моста, и веря в своего агента, запрещает истребителям стрелять. Понимая это, Кейдж изо всех сил пытается остановить залп, но у него ничего не выходит: Йорги предусмотрел любые попытки внешнего вмешательства. Находясь рядом с Карловым мостом, лодка активирует программу запуска, из её корпуса выдвигается стрела с ракетами. Внутри прозрачных ракет бурлят химические реагенты, производя ядовитый газ. Кейдж, используя свой последний шанс, хватает одну из ракет, после чего ставит её носом в пусковое гнездо. Двигатели ракеты срабатывают, и их реактивная сила толкает лодку вниз, погружая её в воду. Ракета, сдетонировав под поверхностью Влтавы, разрушает остальные ракеты, и выброшенный боевой газ мгновенно нейтрализуется водой. Кейдж, успевший спрыгнуть с лодки за секунду до взрыва, остается в живых.
В финале Кейдж с Еленой отдыхают на Бора-Бора.

## В ролях
| Актёр               | Роль                                               | Оригинальное имя персонажа |
| ------------------- | -------------------------------------------------- | -------------------------- |
| Вин Дизель          | Ксандер Кейдж, xXx (протагонист)                   | англ. Xander Cage, XXX     |
| Сэмюэл Л. Джексон   | агент Огастус Гиббонс                              | англ. Augustus Gibbons     |
| Азия Ардженто       | Елена                                              | англ. Yelena               |
| Уильям Хоуп         | агент Роджер Доннэн                                | англ. Roger Donnan         |
| Мартон Чокаш        | Йорги (антагонист)                                 | англ. Yorgi                |
| Майкл Руф           | агент Шеверс                                       | англ. Toby Lee Shavers     |
| Ричи Мюллер         | чешский полицейский Милан Сова                     | англ. Milan Sova           |
| Вернер Даен         | Кирилл (в русском дубляже - Иржи)                  | англ. Kirill               |
| Ян Павел Филипенски | Виктор                                             | англ. Viktor               |
| Петр Якл            | Коля (в русском дубляже Золдан) младший брат Йорги | англ. Kolya                |
| Том Эверетт         | сенатор Дик Хотчкисс                               | англ. Dick Hotchkiss       |
| Дэнни Трехо         | наркобарон Эль Хефе                                | англ. El Jefe              |
| Тилль Линдеманн     | камео                                              |                            |

## Саундтрек
| №  | Исполнитель                                      | Композиция                         |
| -- | ------------------------------------------------ | ---------------------------------- |
| 1  | Rammstein                                        | Feuer frei                         |
| 2  | Drowning pool                                    | Bodies (verenna xxx mix)           |
| 3  | Hatebreed                                        | I will be heard                    |
| 4  | Queen of the stone age                           | Millionare                         |
| 5  | Mushroomhead                                     | Before i die                       |
| 6  | Flaw                                             | Get up again                       |
| 7  | Moby                                             | Landing                            |
| 8  | Gavin Rossdale                                   | Adrenaline                         |
| 9  | Фермин IV                                        | 004                                |
| 10 | Orbital                                          | Technologicque park                |
| 11 | 4Lyn                                             | Me vs. me                          |
| 12 | I.M.E                                            | Juicy                              |
| 13 | Nelly featuring Toya                             | Stick out ya wrist                 |
| 14 | Lil’Wayne                                        | Look at me                         |
| 15 | N.E.R.O. featuring Kelis & Pusha T               | Truth or dare                      |
| 16 | Pastor Troy featuring Ms. Jade                   | Are we cuttin'                     |
| 17 | Big tymers                                       | Still fly                          |
| 18 | Mack 10 featuring Ice Cube, W.C. & Butch Cassidy | Connected for life                 |
| 19 | Mr. Cheeks featuring Missy Elliott & P.Diddy     | Ligths, Camera, Action! (club mix) |
| 20 | Postaboy featuring Rashad                        | It’s okay                          |

## Дубляж
- Евгений Дятлов — Ксандер Кейдж, XXX
- Сергей Воробьёв — агент Огастус Гиббонс
- Анна Геллер — Елена
- Артур Ваха — Йорги
- Геннадий Смирнов — агент Тоби Шейверс
- Анатолий Дубан — наркобарон